# Kristvalla kyrka
Kristvalla kyrka är en kyrkobyggnad i Växjö stift. Den är församlingskyrka i Kristvalla församling.

## Kyrkobyggnaden

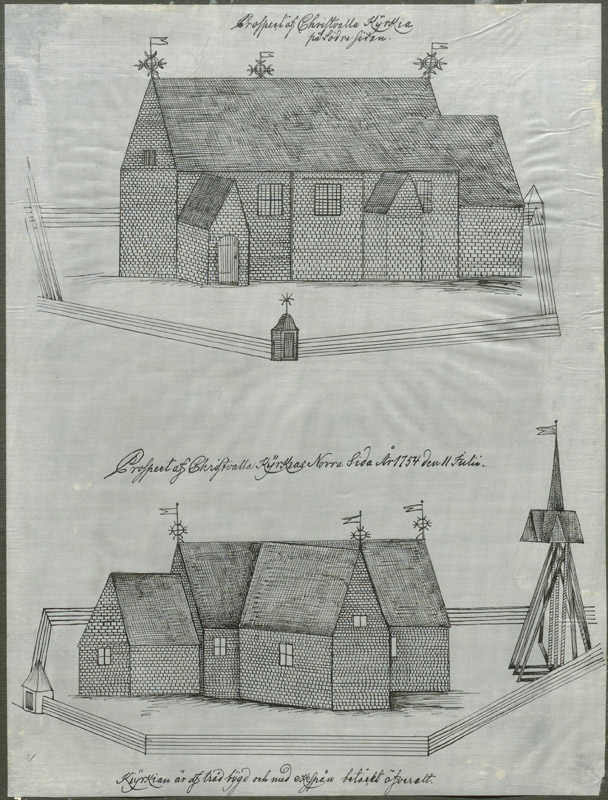
Gamla träkyrkan från 1500-talet, riven på 1790-talet

Kristvalla kyrkas föregångare var ett träkapell i Gunneboda, byggt under slutet av 1500-talet. på samma plats som den nuvarande kyrkan. Gudstjänsterna förrättades växelvis av prästerna i Förlösa och Dörby. 1656 förordnade kung Karl X Gustav att kapellet skulle upphöjas till kyrka och att Kristvalla socken skulle bildas. . Den gamla 1500-tals kyrkan blev så småningom alltför sliten och trång för den växande församlingen. Frågan väcktes angående nybyggnad. Skulle den nya kyrkan byggas av trä som den gamla eller skulle den uppföras av gråsten? Beslut fattades till slut om uppförandet av en stenkyrka. Kanhända påverkades valet av materialet i den annars skogrika bygden av den Kungliga förordning som utfärdats den 31 juli 1776 som föreskrev att "inga kyrkor...hädanefter byggas av träd, utan böra efter tillgången på orterne verkställas af murtegel, marmor, sandsten, täljsten eller gråsten"..
Under 1793 fick byggmästaren Henrik Wermelin i uppgift att svara för byggandet av den nya kyrkan. Ritningar till byggnaden hade utförts av Gustaf Pfeffer. Kyrkan uppfördes i nyklassicistisk stil, bestående av ett rymligt långhus med rak avslutande korvägg och bakom denna en sakristia  i öster. I väster byggdes torndelen med huvudingång. Tornet avslutades med en lanternin krönt av en korsglob.( 1851 byggdes lanterninen om till den nuvarande slutna, försedd med tornur). Kyrkan invigdes den 17 maj 1795  av Kalmar stifts biskop Martin Georg Wallenstråle. 
Själva kyrkorummet är en tidstypisk salkyrka med trä tunnvalv och höga rundbågefönster. Koret domineras av den praktfulla altarpredikstolen. Arrangemanget med altarpredikstol var synnerligen vanligt under slutet av 1700 och början av 1800-talet. Men när modet växlade och Överintendentsämbetet genom förordning 1887 rent av förbjöd vidare uppförande av dessa, flyttades åtskilliga predikstolarna av denna typ bort från altaret och fick vanligtvis sin plats på kyrkorummets norra sida. Men några blev lyckligtvis bevarade bl.a. den i Kristvalla. I det forna Kalmarstiftet vartill Kristvalla hörde finns altarpredikstolar bevarade främst i Ölandskyrkorna; Hulterstad, Ventlinge  och Ås kyrkor.

## Inventarier
- Altarpredikstol. Den ursprungliga altarpredikstolen inramades av dubbla pelare med ett överstycke prydd med strålsol. Korgen var försedd med en relieftavla. Öppningen var omgiven av ett rödmålat snidat draperi. Denna altarpredikstol ersattes 1865 med en ny utskjutande korg mot en klassicerande fond. 1930 byggdes altarpredikstolen om till sitt nuvarande utseende med delar från den befintliga och den ursprungliga från kyrkans byggnadstid. På fonden bakom predikstolen en äldre altartavla med den ovan nämnda snidade draperiomfattningen. [3]
- Altarring,med svarvade balusterdockor från tiden för kyrkans uppförande.
- Dopfunt i gotikstil med liljeornament.
- Två fönster med glasmålningar utförda 1983-84 av Kjell Engman, Boda.
- I koret två ikoner av Ölandskonstnären Sven-Bertil Svensson.
- Processionskrucifix av konstnären Eva Spångberg.
- Äldre tavla på norra korväggen med motiv:"Korsfästelsen". Den korsfäste Kristus flankeras av Jungfru Maria och aposteln Johannes.
- Figurer från den gamla kyrkan i form av bl.a. trumpetspelande putti.
- Den slutna bänkinredningen är samtida med kyrkans byggnadstid.
- Läktarbarriär från den gamla kyrkan. Speglarna är prydda med apostlabilder och symboler.

## Bildgalleri

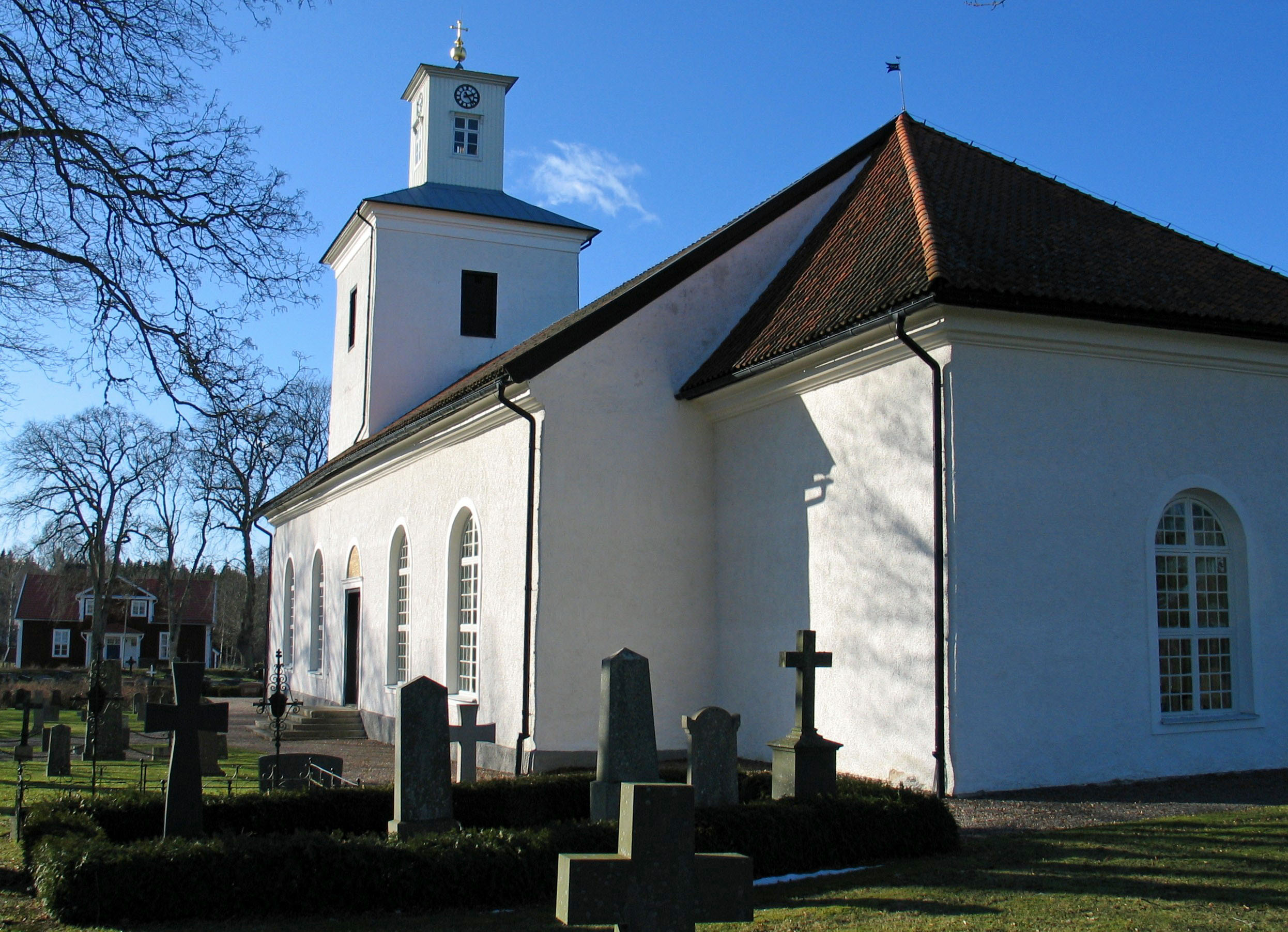
Kyrkan från sydöst.
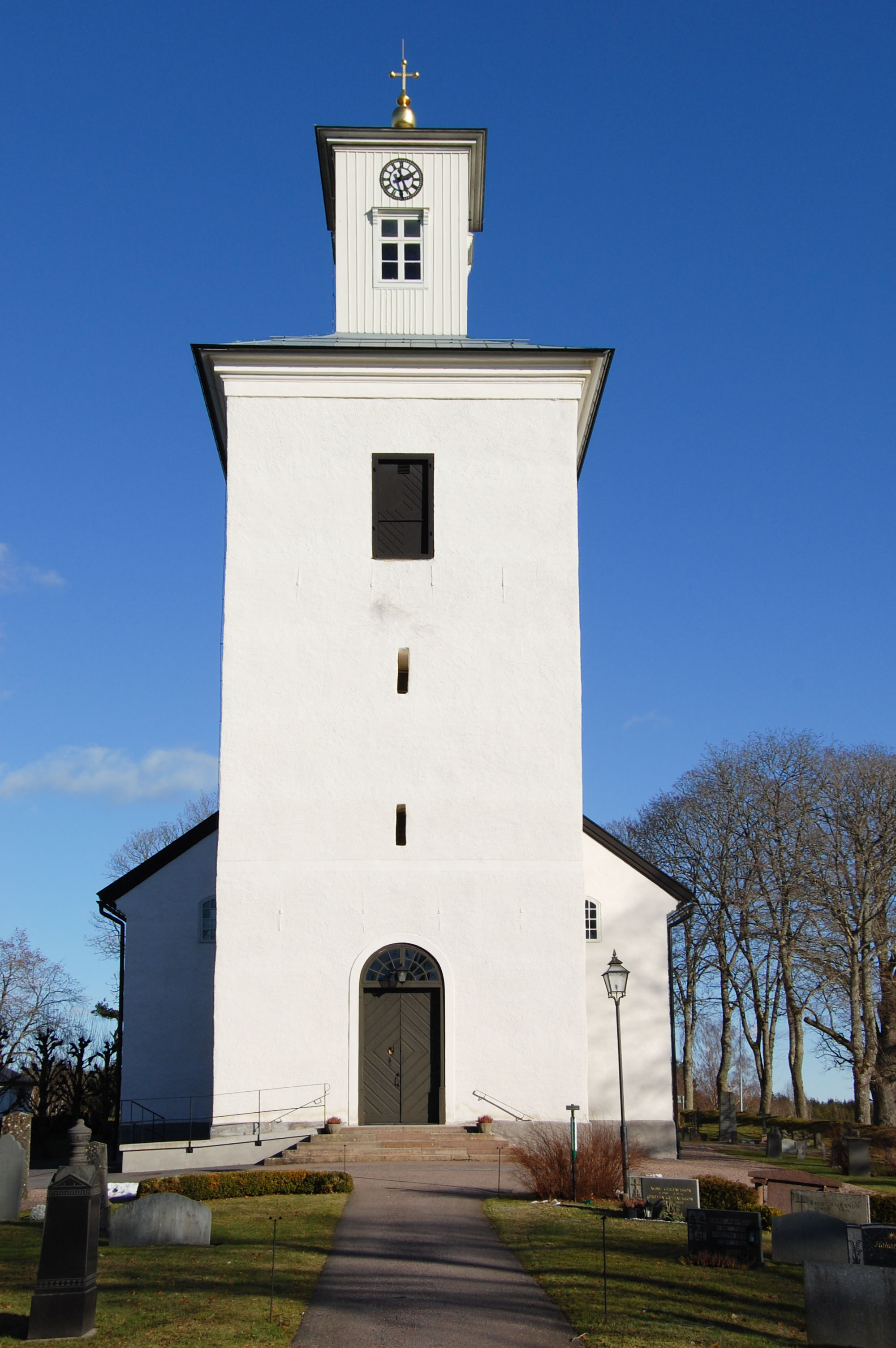
Tornbyggnaden.
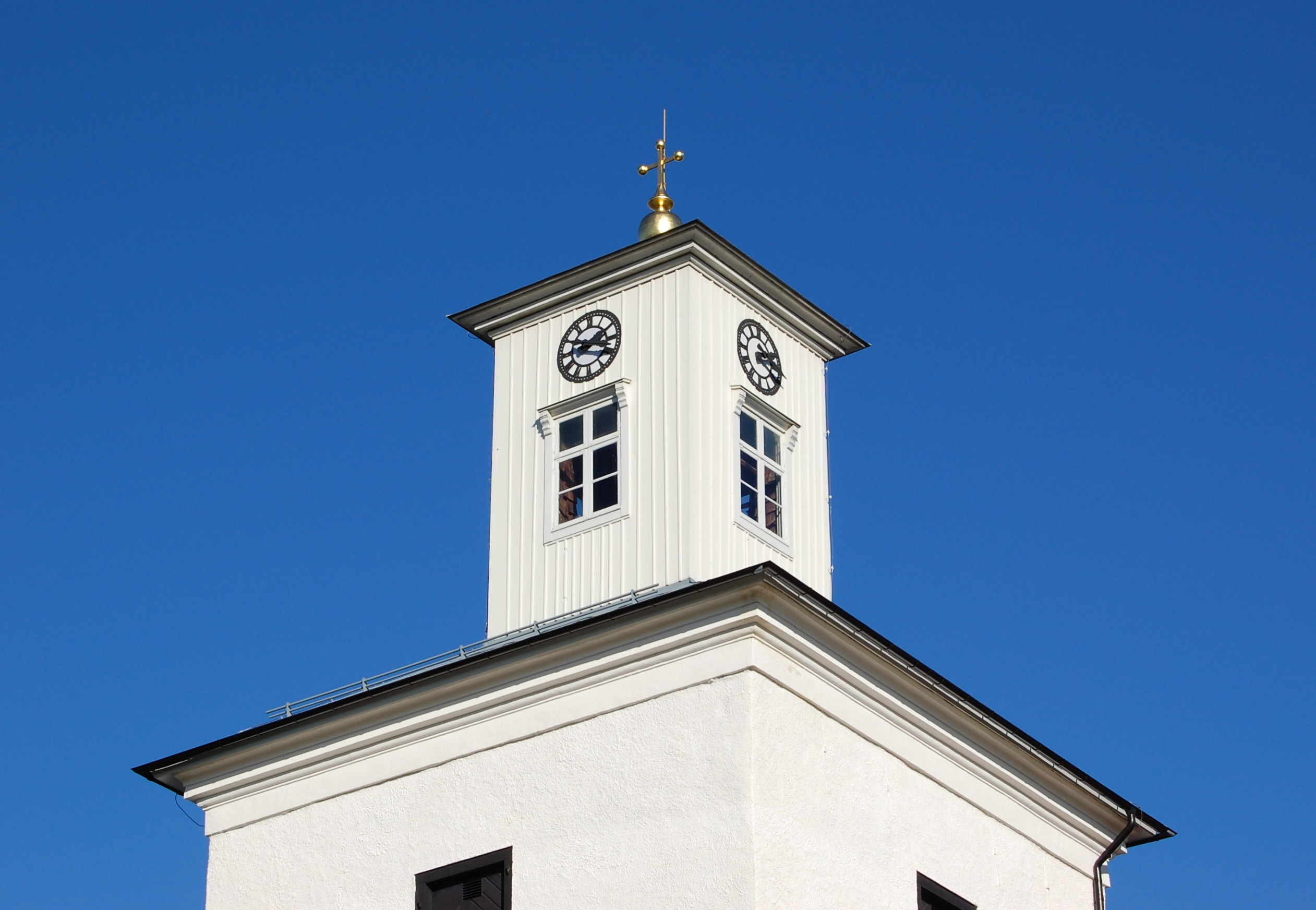
Lanterninen.
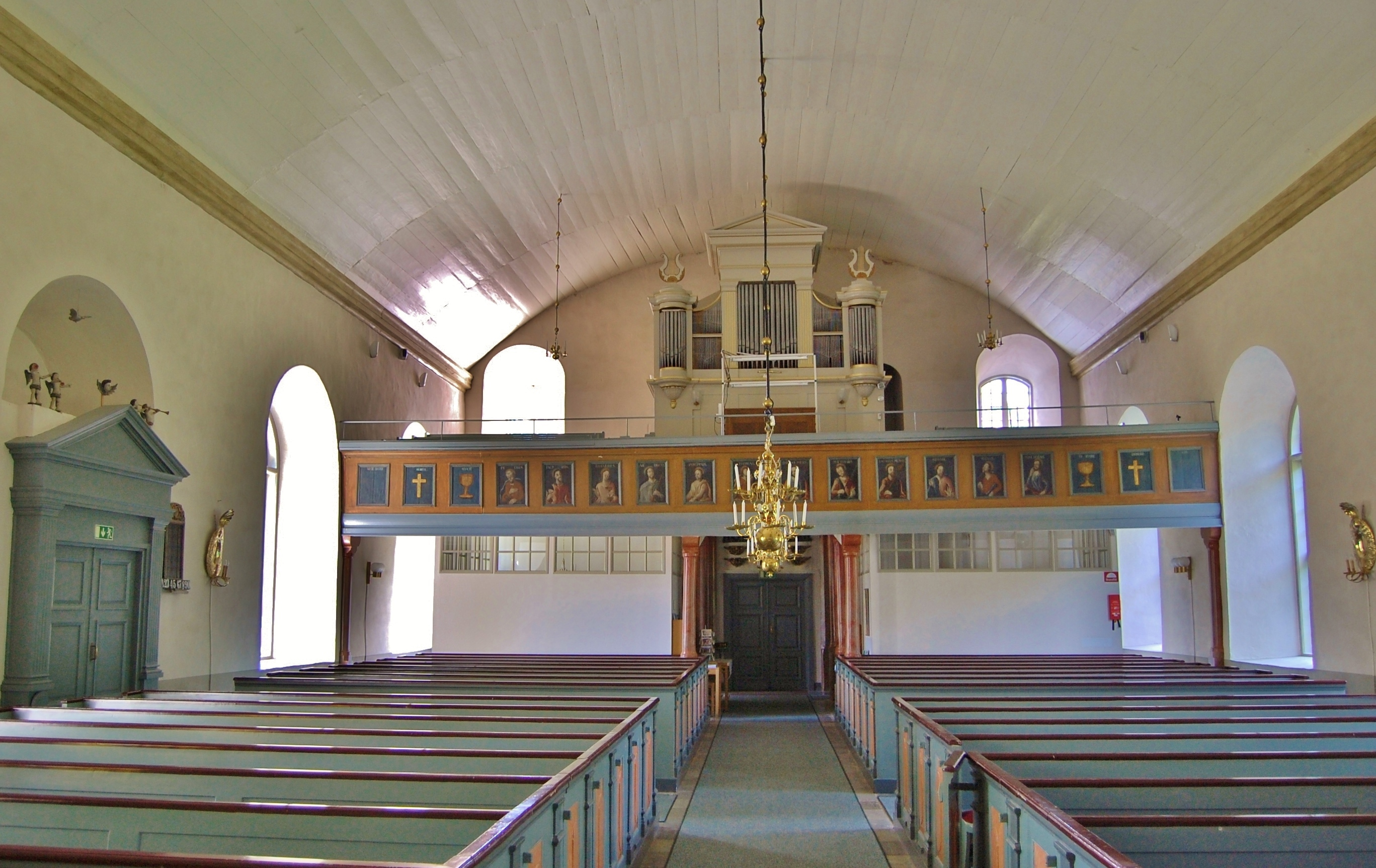
Kyrkans interiör mot väster.
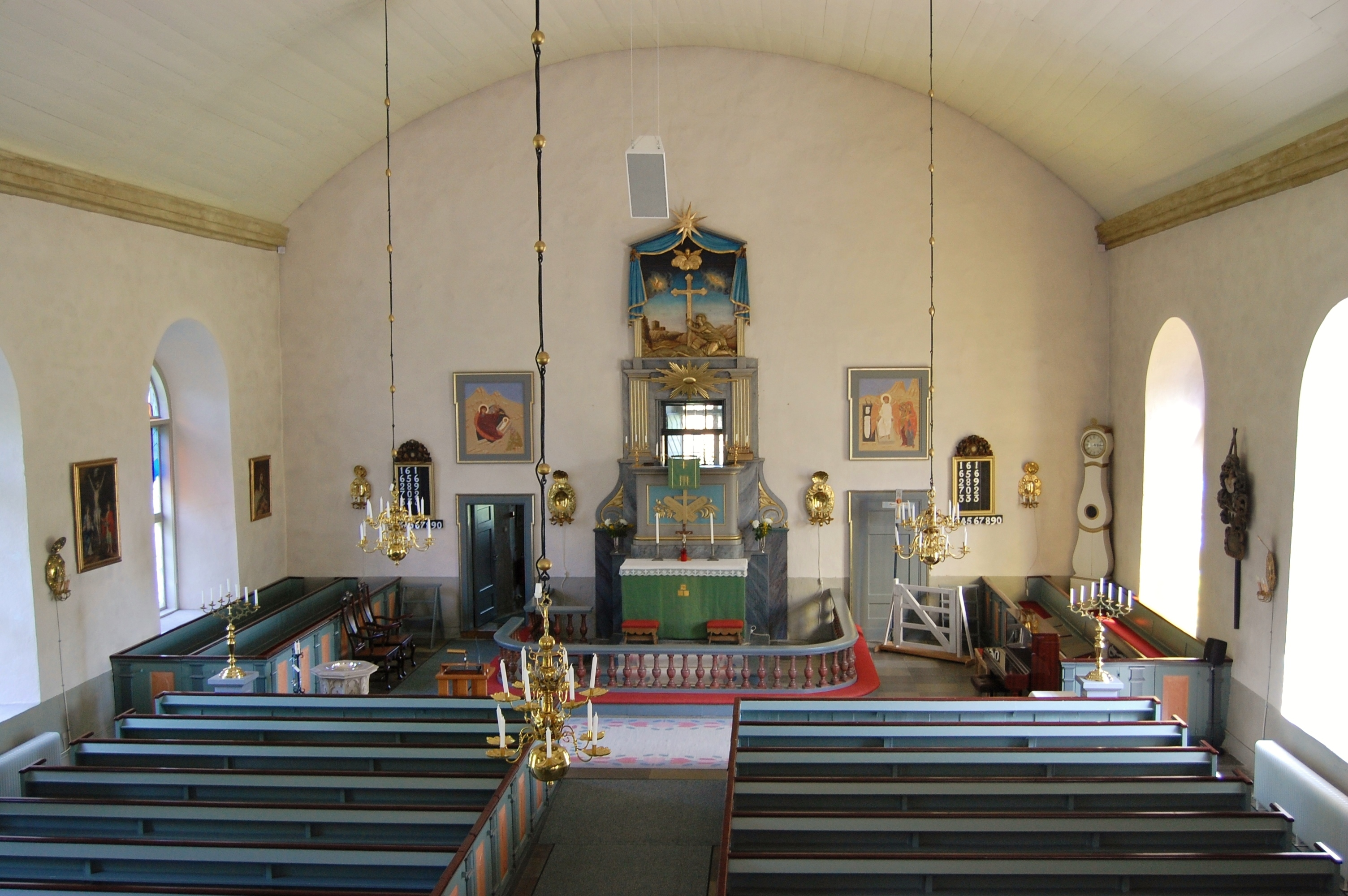
Interiör mot öster.
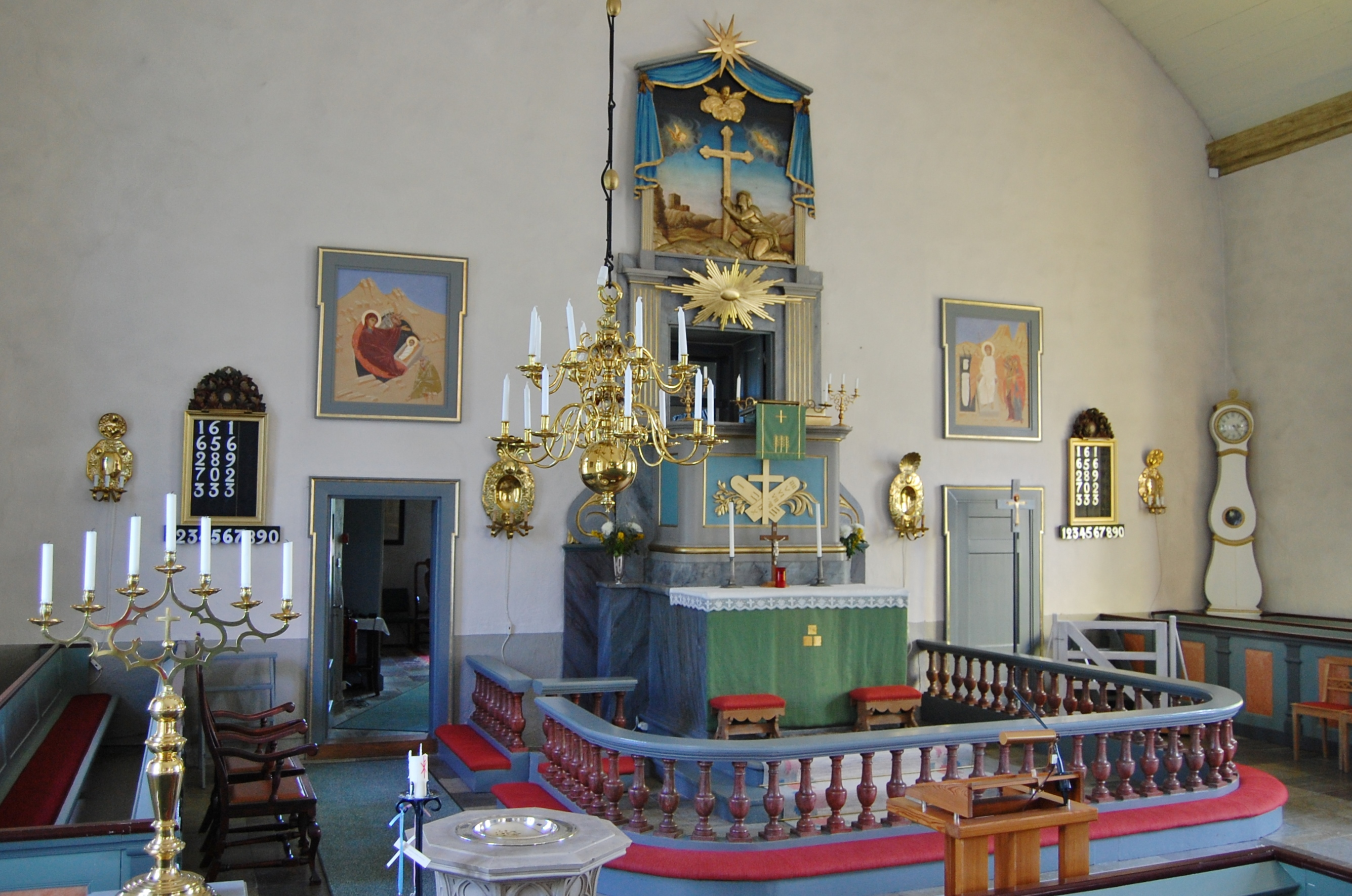
Koret.
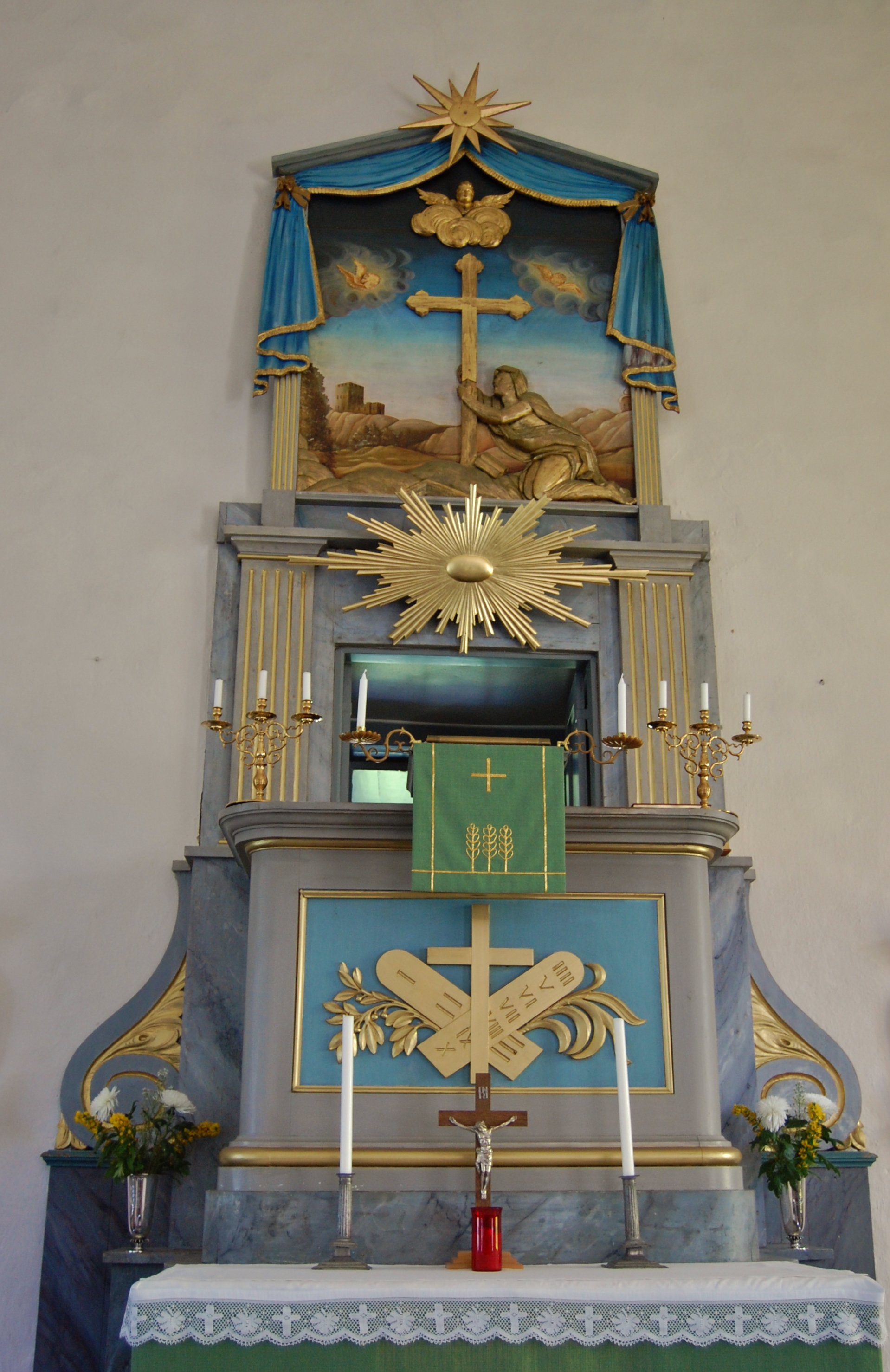
Altarpredikstolen.
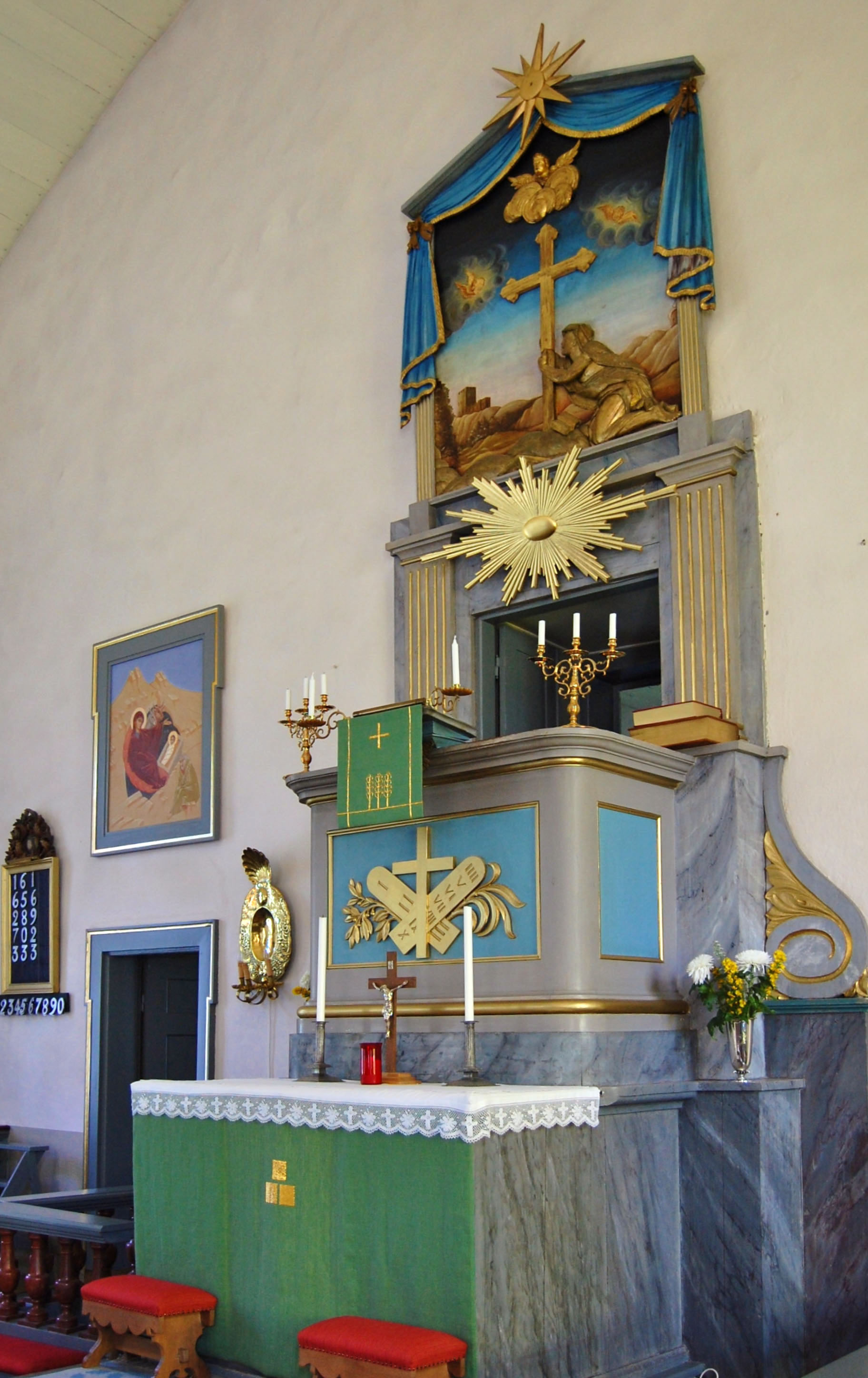
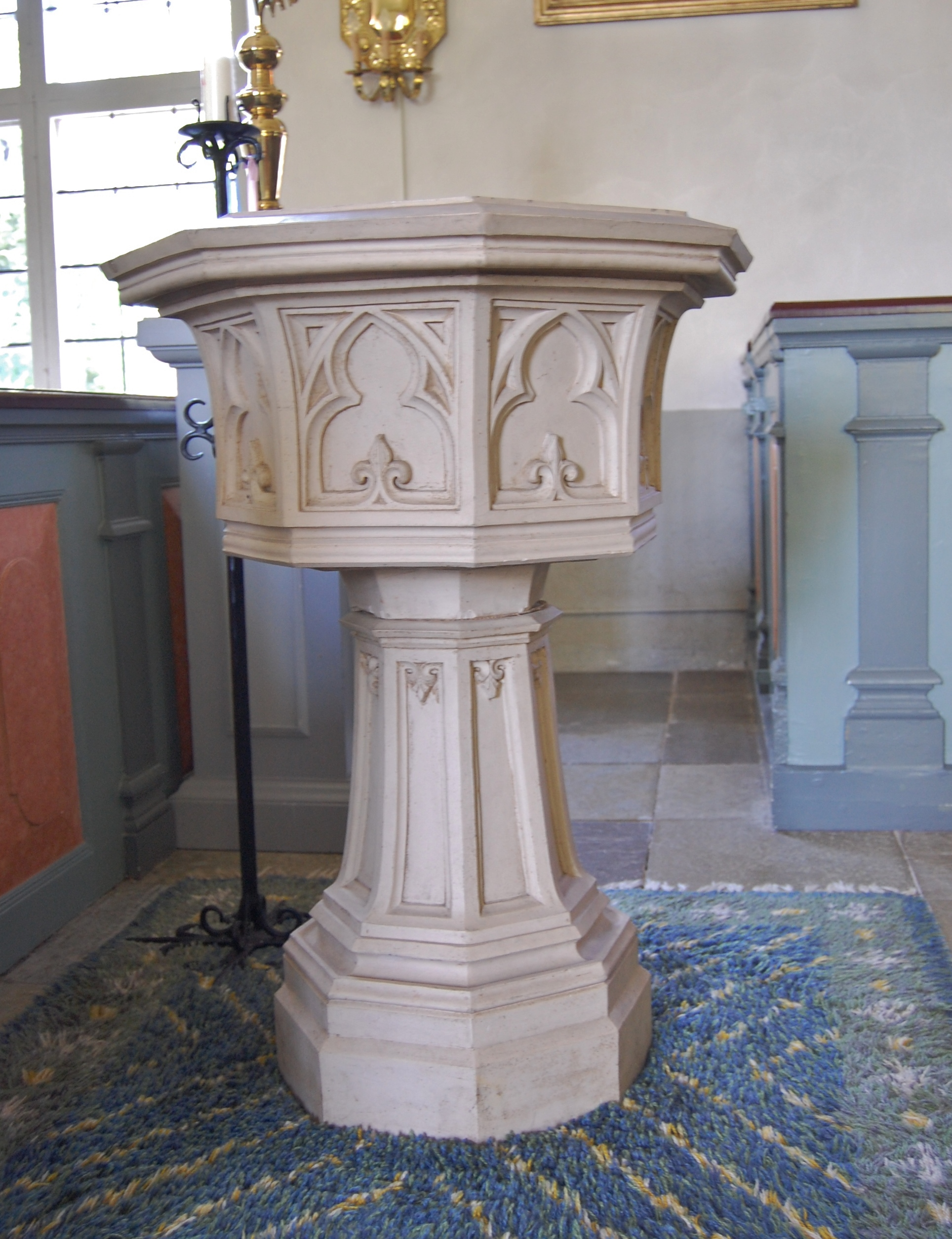
Dopfunten.
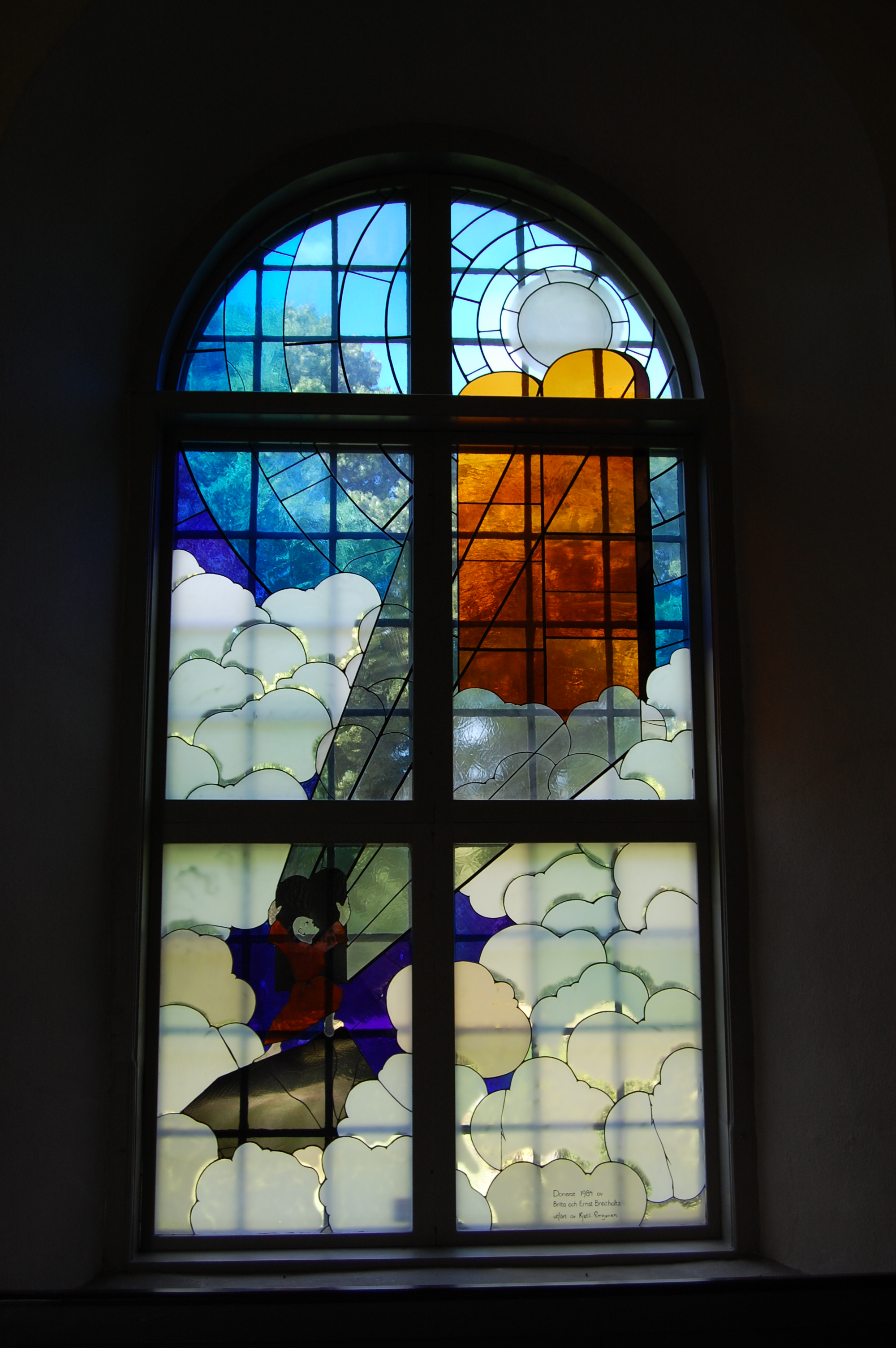
Norra korfönstret.
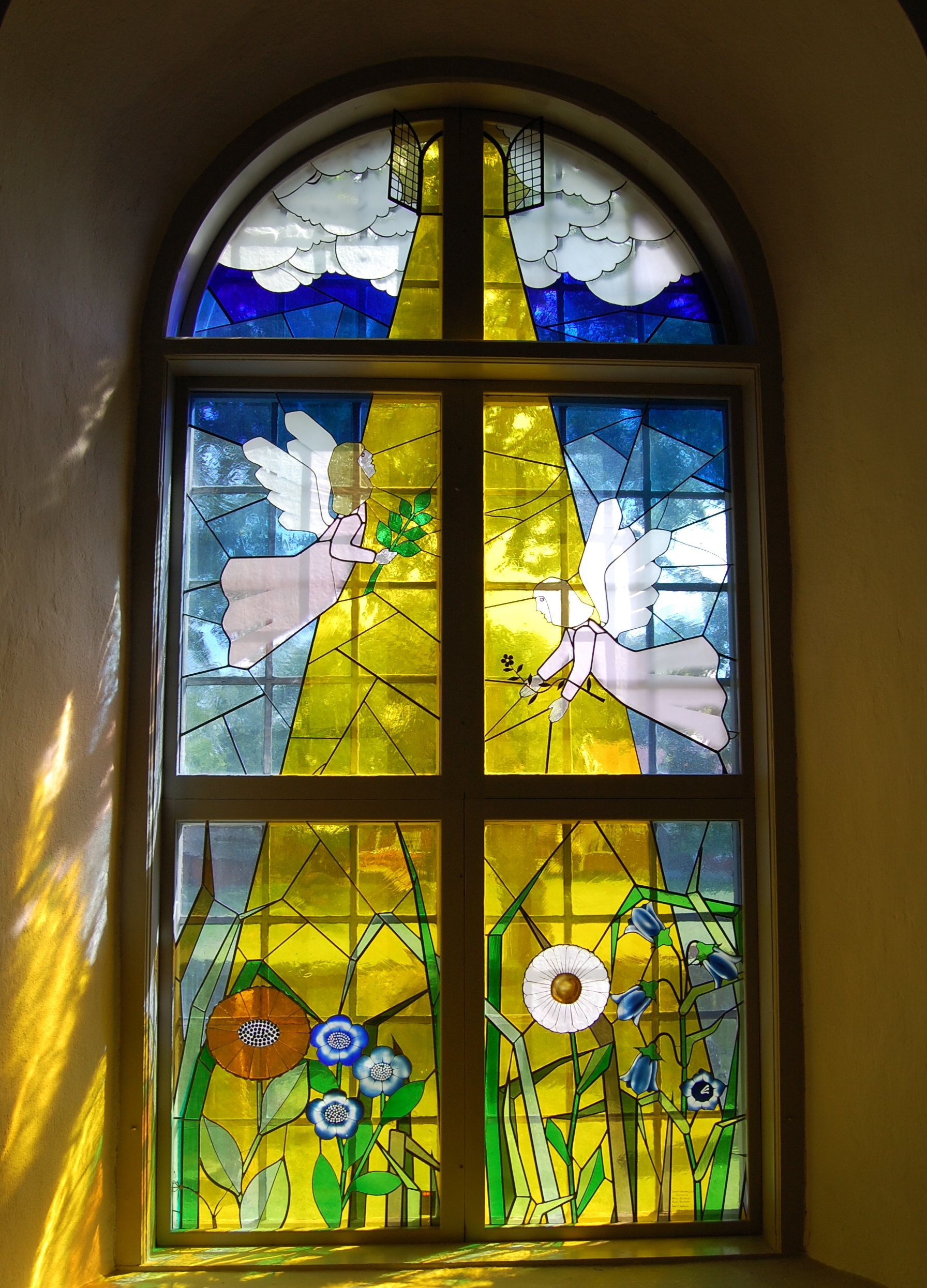
Södra korfönstret.
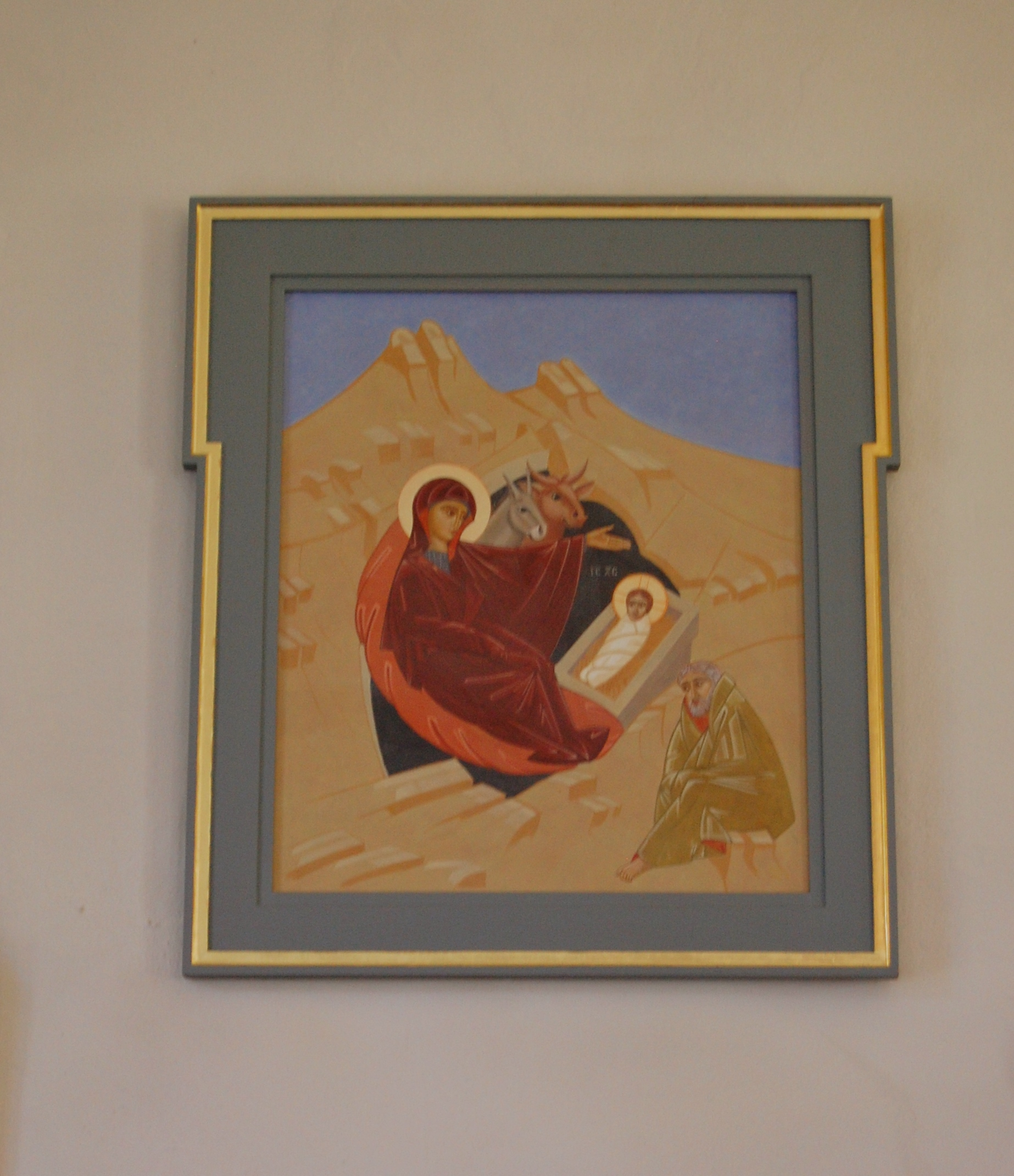
Ikonmålning:Kristi födelse.
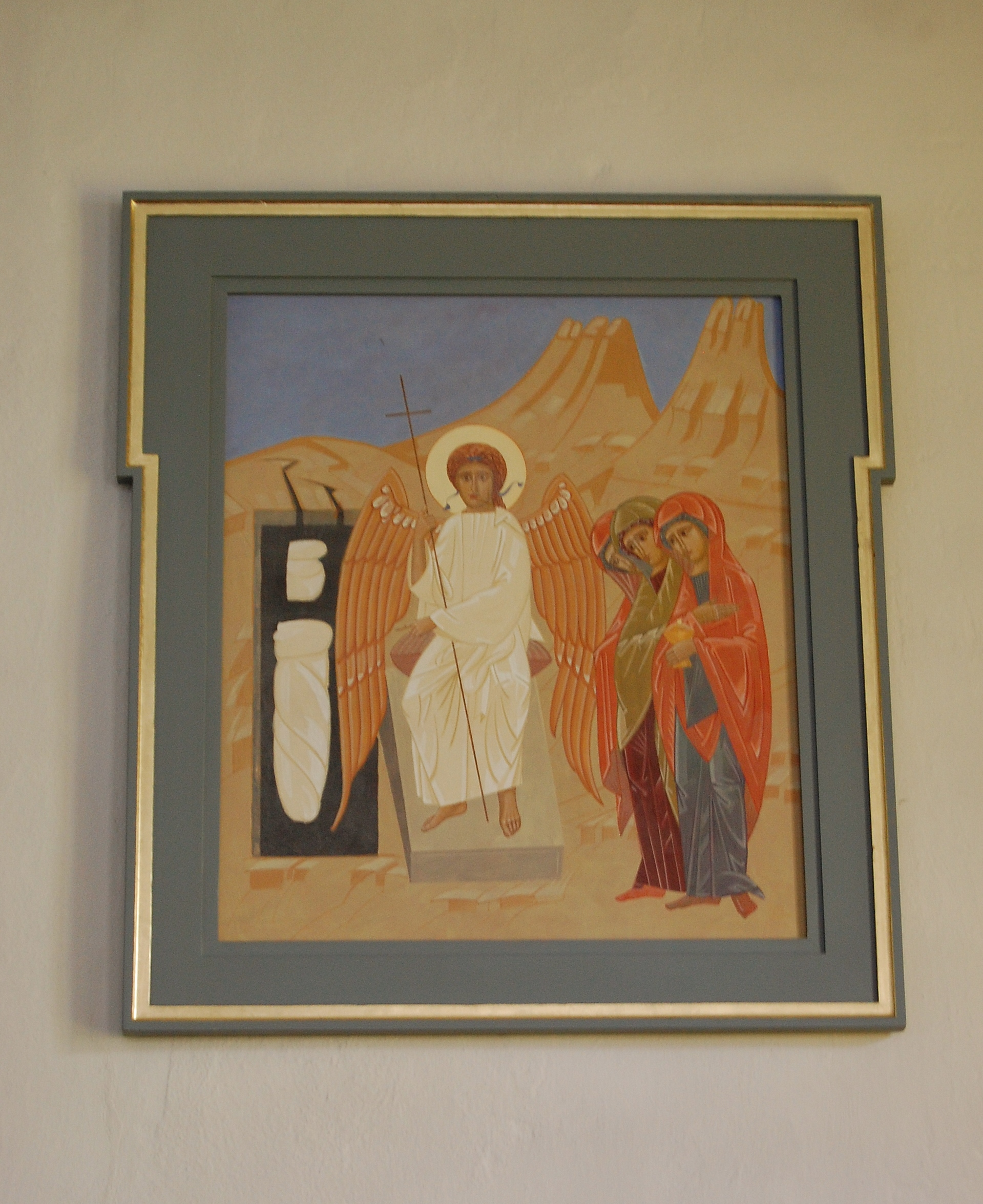
Ikonmålning:Kristi uppståndelse.

## Orgel

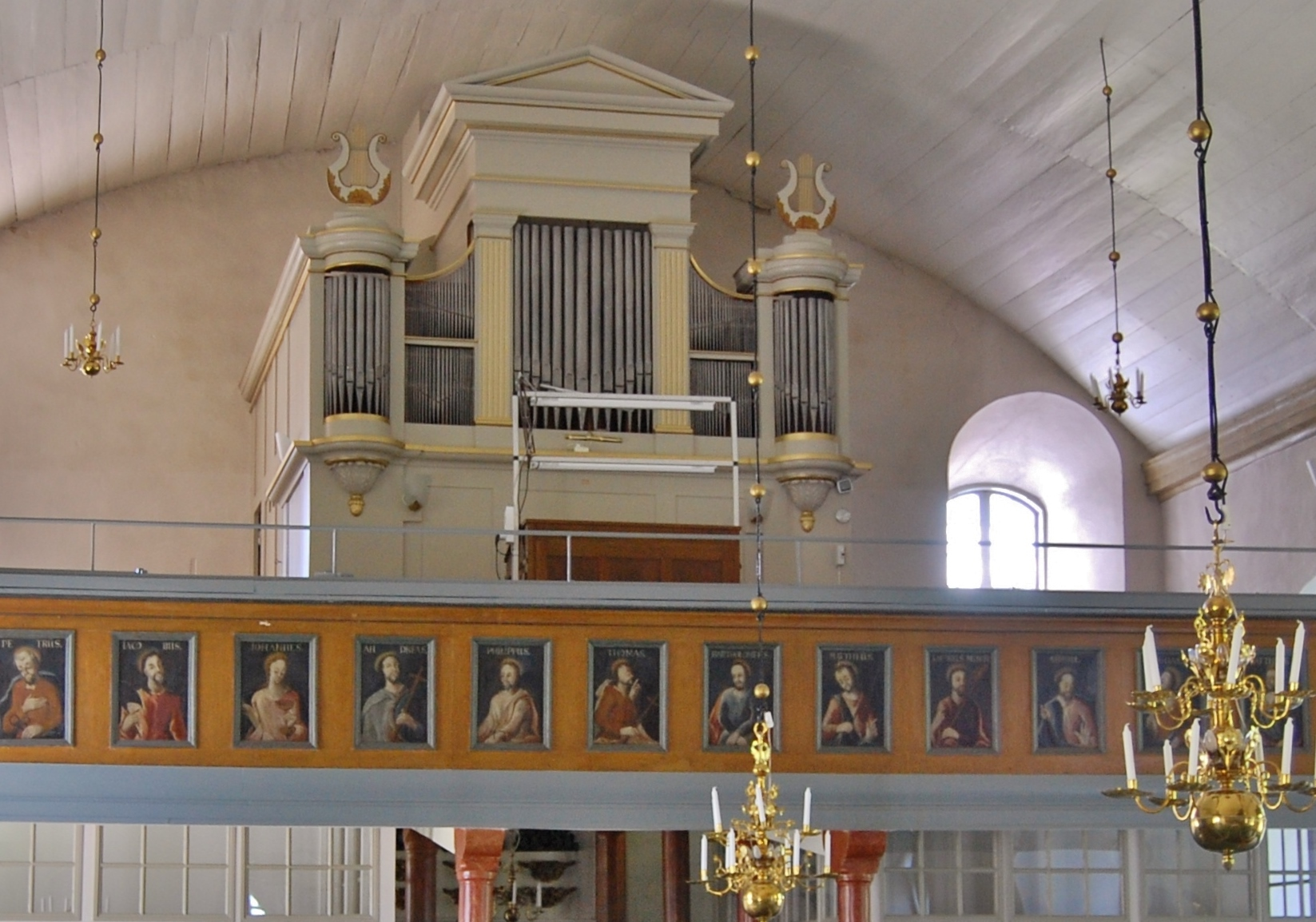
Orgeln med 1842 års fasad.

- Den första orgeln med 16 stämmor byggdes av Sven Petter Pettersson, Böda 1842.
- 1931 byggdes ett nytt pneumatiskt orgelverk av A Mårtenssons Orgelfabrik AB, Lund. Orgeln har fria och fasta kombinationer. Gemensam svällare för båda manualerna.

| Manual I            | Manual II      | Pedal         | Koppel    |
| Borduna 16’         | Rörflöjt 8’    | Subbas 16’    | I/P       |
| Principal 8’        | Salicional 8’  | Violoncell 8’ | II/P      |
| Flûte harmonique 8’ | Vox céleste 8’ |               | II/I      |
| Gamba 8’            | Gemshorn 4’    |               | I 4'/I    |
| Oktava 4’           | Waltflöjt 2'   |               | II 16'/II |
| Mixtur 3 ch         |                |               |           |
| Trumpet 8'          |                |               |           |
|                     |                |               |           |